# Tuinhangmatspin
De tuinhangmatspin (Linyphia hortensis) is een spinnensoort in de taxonomische indeling van de hangmatspinnen (Linyphiidae).
Het dier komt uit het geslacht Linyphia. De tuinhangmatspin werd in 1830 beschreven door Sundevall.